# Pheropsophus minahassae
Pheropsophus (Stenaptinus) minahassae – gatunek chrząszcza z rodziny biegaczowatych i podrodziny Brachininae.

## Taksonomia
Gatunek opisany został w 1903 roku przez Karla Borromaeusa Marię Josefa Hellera.

## Opis
Osiąga od 17 do 22 mm długości ciała. Pierwsze żeberka pokryw cienkie i ostre, około ¼ tak szerokie jak międzyrząd. Tylne kąty przedplecza nieco wystające. Wierzchołki ud nie przyciemnione. Głowa czarniawa z żółtawą kropką blisko przedniej krawędzi oczu. Czoło pośrodku z poprzeczną, jasną plamką, kształtu półksiężyca.

## Występowanie
Gatunek ten jest endemitem Indonezji, znanym wyłącznie z północnego Sulawesi.